# 補体第1成分
補体第1成分（英: complement component 1、C1）またはC1複合体（英: C1 complex）は、補体系に関与するタンパク質複合体である。古典的補体経路における1番目の構成要素であり、C1q、C1r、C1sと呼ばれるサブコンポーネントから構成される。

## 構造
C1複合体のサイズは約790 kDaである。1分子のC1q、2分子のC1r、2分子のC1sから構成され、C1qr2s2とも表される。

## 機能

補体系の古典経路（classical pathway）と第二経路（alternative pathway）

古典的補体経路は、C1の活性化によって開始される。C1の活性化は、C1qが抗原抗体複合体に結合することで引き起こされる。抗原と複合体を形成したIgM抗体もしくは特定のサブクラスのIgG抗体が補体経路を開始することができる。五量体型IgMは1分子で経路を開始することができるが、単量体型IgGによる開始には数分子のIgGが必要である。C反応性蛋白などのペントラキシンへの結合や、病原体表面への直接的結合など、他の方法でもC1qは活性化される場合がある。
こうした結合によってC1qにはコンフォメーション変化が生じ、結合しているC1r分子が活性化される。活性型C1rは、C1sを切断して活性化する。活性型C1sはC4、その後C2を切断し、C4aとC4b、C2aとC2bを生み出す。古典経路のC3転換酵素（C4bC2b複合体）が形成されることで、C3の切断が促進される。

## 関連文献
- Deciphering the fine details of C1 assembly and activation mechanisms: “mission impossible”?